# Liber Glossarum
Liber Glossarum je ogromna zbirka znanja koja se koristila za kompilacije tokom srednjeg veka, kao i opšte referentne radove, koji koriste i savremeni naučnici. To je prva latinska enciklopedija u kojoj su pojmovi poređani po abecednom redu. Alternativno se naziva enciklopedija, rečnik ili azbučni spisak. Najranije kopije Liber glosaruma napisane su u Merovinjskim stilom (енгл. Merovingian script) pisma Korbia i u karolinškom minuskulu i iz tog razloga se smatra da je taj rad najverovatnije stvoren u manastiru u Korbiu ili u obližnjem manastiru za vreme Adalharda (780-814; 821-826). Adalhard je bio rođak Karla Velikog i, s obzirom na ogromnu prirodu projekta, verovatno je stvaranje Liber glossaruma uživalo podršku karolinških vladara, uključujući i Karla Velikog. Liber Glossarum je glavni izvor leksikografa Papijasa, koristili su ga italijanski humanisti u Firenci sve do sedamnaestog veka.

## Istorija
Govori se da je Liber glosarum bio deo većih napora karolinških imperatora, a naročito Karla Velikog, kako bi reformisao oblasti religije, kraljevske uprave, monaške organizacije i jezik. Ove reforme bile su usmerene na stvaranje objektivnih standarda u frankovskim kraljevstvima. "Karolinška renesansa" odnosi se na "rastuće intelektualnog i kulturnog života" tokom osmog i devetog veka u sadašnjoj Francuskoj. Otprilike 7000 latinskih rukopisa preživeo je iz devetog veka, dok je samo 2000 njih preživelo period od petog do osmog veka. Proizvodnja i čuvanje toliko rukopisa ukazuje na kulturno i intelektualno cvetanje tog perioda. Ova renesansa privukla je centre kulture i linije razvoja koji su uspostavljeni u zapadnoj Evropi tokom prethodnih vekova. Karolinška dinastija podržala je cvetanje intelektualnog života sa kraljevskim resursima. Karolinško kraljevstvo je podržavalo ovaj intelektualni rast iz dva razloga: opštee procenjivanje traganja za znanjem i želju da pravilno standardizuje verski život i molitvu.

## Organizacija
Srednjevekovni naučnik je, koristeći Liber glosarum, mogao da potraži značenje pojedinačnih reči i pronađe brojne sinonime. Takav naučnik je takođe bio u mogućnosti da proučava informacije o određenoj temi. Većina primeraka Liber glosaruma organizovano je na stotine stranica, od kojih svaka sadrži više od 40 redova pisanog teksta. Svaka kolumna sadrži alfabetske unose pojedinačnih reči i njihove definicije.

## Poznati manuskripti
Poznati primerci Liber glosaruma su uglavnom rasuti po Francuskoj i Nemačkoj.
Potpuna kopija rukopisa nalazi se u Parizu. Jedan dvostrani rukopisni list se održava na koledžu Dartmut (енгл. Dartmouth College).

## Spoljašnje veze
- Principaux manuscrits